# Christopher Gitsham
Christopher Gitsham (Christopher William „Christian“ Gitsham; * 15. Oktober 1888 in Pietermaritzburg; † 16. Juni 1956 in Edenvale) war ein südafrikanischer Langstreckenläufer. In den vielen Veröffentlichungen wird er mit seinem Ersatzvornamen Christian oder seinem Spitznamen Chris geführt.
1910 trat Gitsham erstmals als südafrikanischer Meister über vier Meilen in Erscheinung. Im selben Jahr beteiligte er sich auch an einem Marathonlauf in Kapstadt, wo er auf seinen späteren Kontrahenten Ken McArthur stieß. McArthur gewann, Gitsham gab unterwegs auf. 1911 wiederholte Gitsham seinen Meisterschaftserfolg über vier Meilen und gewann auch noch den südafrikanischen Meistertitel über zehn Meilen.
1912 nahm er an den Meisterschaften nicht teil, denn er hielt sich in London auf, wo er in Vorbereitung auf die Olympischen Spiele in Stockholm am Polytechnic Marathon teilnahm. Dieser bis in die heutige Zeit durchgeführte Lauf wurde seit 1909 als Reverenz zum dramatischen Marathonlauf der Spiele von 1908 über die inzwischen klassische Distanz von 42,195 Kilometer ausgetragen. Zusammen mit dem Briten James Corkery lief Gitsham ein sehr schnelles Rennen. Die Zeiten der beiden Athleten hätten als schnellste bis dahin gelaufene Zeiten über diese Streckenlänge festgehalten werden können, wären sie im Stadion nicht falsch eingewiesen worden, wodurch sich die Distanz um 330 Meter verkürzte. Gitsham wurde Zweiter hinter Crokery mit 2:37:14,6 Stunden.
In Stockholm war Gitsham durch seinen Lauf in London einer der Favoriten im Marathonlauf. Bei sehr hohen Temperaturen hatten viele Läufer Schwierigkeiten, Gitsham schien diese Hitze jedoch nicht zu stören. Von Beginn an wurde er seiner Favoritenrolle gerecht und hielt sich in der Spitzengruppe auf. Nach 20 km übernahm er die Führung. Nach 25 km schloss sein Landsmann Ken McArthur auf. Beide liefen nun zusammen unangefochten dem Ziel entgegen. Nach Gitshams Aussage hätten beide unterwegs verabredet, an der letzten Getränkestation, ungefähr 2 km vor dem Ziel, kurz anzuhalten und dann gemeinsam ins Ziel zu laufen. Gitsham stoppte wie verabredet, doch McArthur lief weiter und beschleunigte sogar noch. Im Ziel als Zweiter bezeichnete Gitsham seinen Landsmann McArthur als einen „unehrenhaften Sportsmann“.
1913 war Gitsham erneut südafrikanischer Meister über vier und zehn Meilen, danach wurde es still um ihn. 1920 tauchte er wieder auf. Intensiv bereitete er sich auf den Marathonlauf bei den Olympischen Spielen in Antwerpen vor. Als einziger Vertreter seines Landes in diesem Lauf war er frühzeitig angereist, um mehrfach Trainingsläufe auf der Olympiastrecke zu unternehmen. Dies schien sich auszuzahlen, denn Gitsham lag schon nach 3 km in Führung und gab ein enorm hohes Tempo vor. Bis 27 km konnte er die Führung halten, fiel dann jedoch bis 37 km auf den fünften Platz zurück. Kurz danach gab er auf.
Die Platzierungen bei Olympischen Spielen für Christopher Gitsham:
- V. Olympische Sommerspiele 1912, Stockholm
  - Marathon – Silber mit 2:37:52,0 Stunden (Gold an Ken McArthur aus Südafrika mit 2:36:54,8 h; Bronze an Gaston Strobino aus den USA mit 2:38:42,4 h)
- VI. Olympische Sommerspiele 1920, Antwerpen
  - Marathon – Aufgabe nach 37 km

Über sein Privatleben und über sein Leben nach seiner letzten Teilnahme an Olympischen Spielen ist nichts bekannt.